# Bánh giò

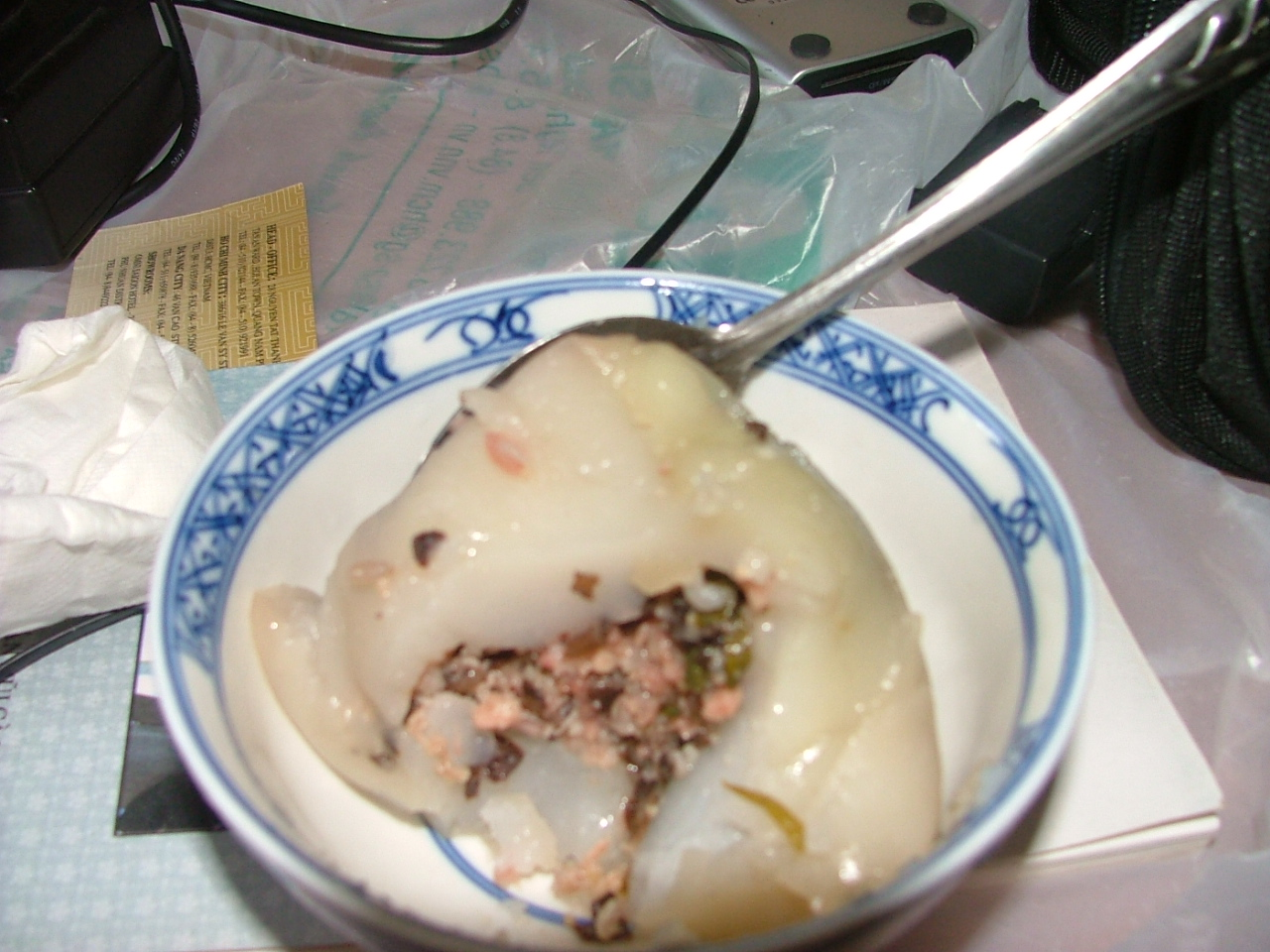
Một bánh giò đã bóc lá

Bánh giò là một loại bánh được làm bằng bột gạo tẻ, bột năng hòa với nước xương hầm, nhân làm từ thịt nạc vai có kèm mộc nhĩ, hành tím khô, hành ta, hạt tiêu, nước mắm, muối, (ở Miền Nam nhân bánh còn có thêm trứng cút) Bánh giò có hình dài nhô cao như hình bàn tay úp khum khum với các ngón tay sát nhau, bánh được gói bằng lá chuối và hấp bằng chõ từ 30 đến 40 phút.